# Sede titolare di Cesarea di Cappadocia
Cesarea di Cappadocia (in latino Archidioecesis Caesariensis in Cappadocia) è una sede arcivescovile titolare della Chiesa cattolica.

## Storia
Cesarea di Cappadocia, corrispondente alla città di Kayseri nell'odierna Turchia, è l'antica sede metropolitana della provincia romana della Cappadocia Prima nella diocesi civile del Ponto e nel patriarcato di Costantinopoli. La metropolia di Cesarea sopravvisse fino al 1923 quando, a causa del trattato di Losanna seguito alle guerre greco-turche, i greci dovettero abbandonare l'Anatolia per trasferirsi in Grecia.
Dal XV secolo Cesarea di Cappadocia è una sede arcivescovile titolare della Chiesa cattolica; la sede è vacante dal 5 marzo 1973. Nella seconda metà dell'Ottocento la sede è conosciuta anche con il nome di Caesariensis (in italiano: Cesarea del Ponto).

## Cronotassi degli arcivescovi titolari
I vescovi di Cesarea di Cappadocia appaiono confusi con i vescovi delle altre sedi omonime (Arcidiocesi di Cesarea di Palestina, Diocesi di Cesarea di Bitinia, Diocesi di Cesarea di Mauritania, Diocesi di Cesarea di Numidia, Diocesi di Cesarea di Tessalia, Diocesi di Cesarea di Filippo), perché nelle fonti citate le cronotassi delle diverse sedi non sono distinte.
- Guillaume Brillet † (26 maggio 1447 - ?)
- Domenico Bonzi † (31 agosto 1615 - 30 aprile 1621 deceduto)
- François de Rye † (9 gennaio 1623 - 20 agosto 1636 succeduto arcivescovo di Besançon)
- Celio Piccolomini † (16 ottobre 1656 - 11 febbraio 1664 nominato cardinale presbitero di San Pietro in Montorio)[2]
- Federico Baldeschi Colonna † (6 luglio 1665 - 28 gennaio 1675 nominato cardinale presbitero di San Marcello)
- Savio Mellini † (17 giugno 1675 - 22 dicembre 1681 nominato arcivescovo, titolo personale, di Orvieto)
- Giacomo Cantelmo † (27 settembre 1683 - 10 aprile 1690 nominato cardinale presbitero dei Santi Marcellino e Pietro)
- Lorenzo Casoni † (3 marzo 1690 - 25 giugno 1706 nominato cardinale presbitero di San Bernardo alle Terme Diocleziane)
- Giorgio Spinola † (1º giugno 1711 - 20 gennaio 1721 nominato cardinale presbitero di Sant'Agnese fuori le mura)
- Prospero Marefoschi † (3 febbraio 1721 - 29 gennaio 1725 nominato cardinale presbitero di San Crisogono)
- Jean Claude Sommier † (29 gennaio 1725 - 5 ottobre 1737 deceduto)
- Ignazio Michele Crivelli † (30 settembre 1739 - 17 agosto 1761 nominato cardinale presbitero di San Bernardo alle Terme)
- Luigi Valenti Gonzaga † (9 luglio 1764 - 30 marzo 1778 nominato cardinale presbitero di Sant'Agnese fuori le mura)
- Giovanni Pignatelli † (1º marzo 1779 - ?)
- Antonio Maria Trigona † (17 dicembre 1819 - 1835 deceduto)
- Carlo Emanuele Sardagna de Hohenstein † (21 febbraio 1839 - 12 gennaio 1840 deceduto)[3]
- Juan Manuel de Irrizarri y Peralta † (27 aprile 1840 - 1º maggio 1849 deceduto)[3]
- Giuseppe Maria Graniello, B. † (29 marzo 1892 - 15 giugno 1893 nominato cardinale presbitero dei Santi Quirico e Giulitta)
- Antonio Buglione † (11 settembre 1894 - 18 ottobre 1896 succeduto arcivescovo di Conza e Campagna)
- Giustino Adami † (31 gennaio 1898 - 13 dicembre 1906 deceduto)
- Augusto Silj † (22 dicembre 1906 - 15 dicembre 1919 nominato cardinale presbitero di Santa Cecilia)
- José María Ignacio Montes de Oca y Obregón † (7 maggio 1920 - 19 agosto 1921 deceduto)
- Vinko Pulišić † (2 aprile 1922 - 6 febbraio 1936 deceduto)
- Eugène-Jacques Grellier † (15 giugno 1936 - 23 febbraio 1939 deceduto)
- Giuseppe Misuraca † (2 luglio 1941 - 4 giugno 1962 deceduto)
- Pietro Palazzini † (28 agosto 1962 - 5 marzo 1973 nominato cardinale diacono di San Pier Damiani ai Monti di San Paolo)